# Ración militar

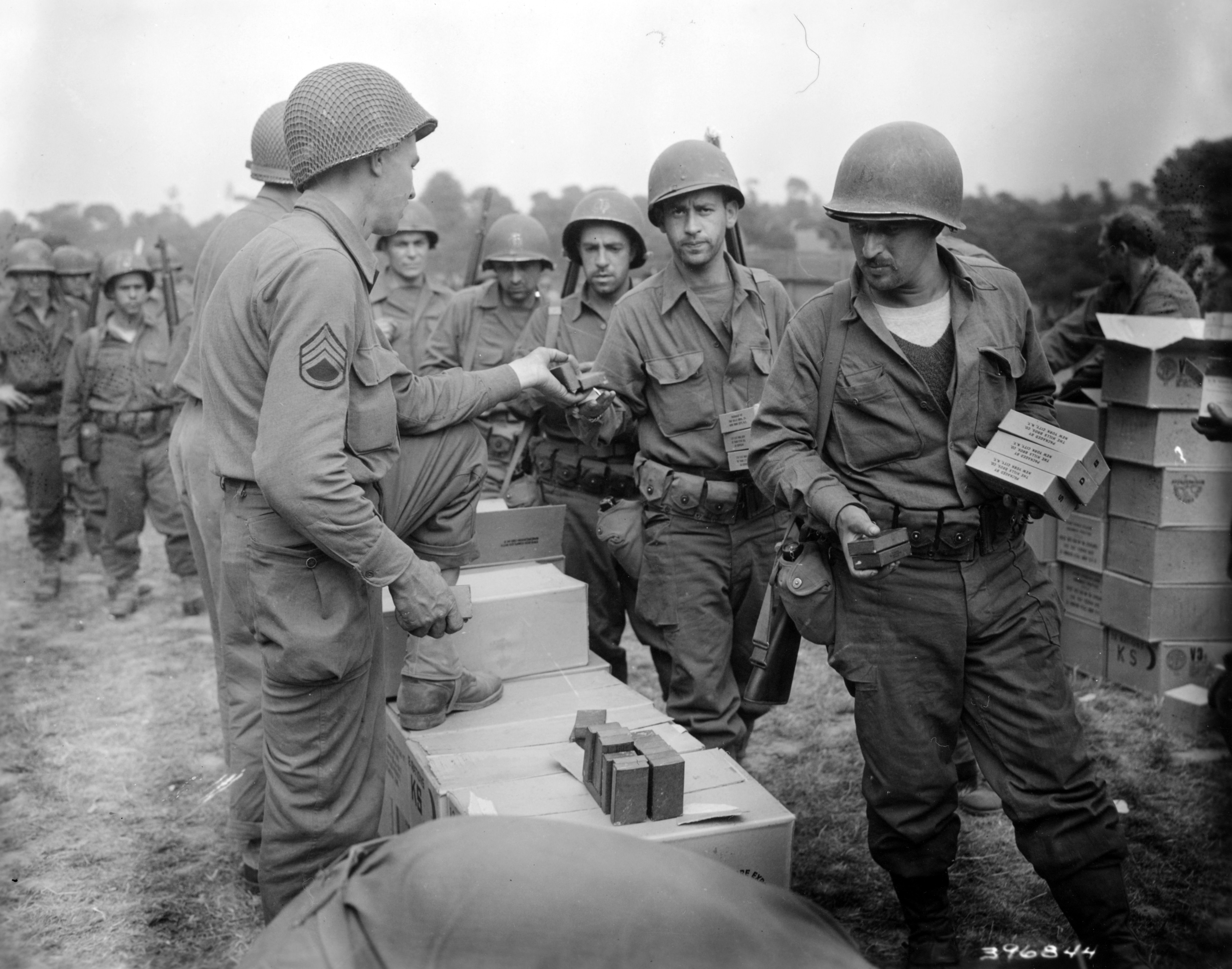
Soldados del Ejército de los Estados Unidos recogiendo sus raciones emitidas en Francia durante la Segunda Guerra Mundial, 1944.

Las raciones militares, raciones operativas o provisiones militares son bienes emitidos para satisfacer las necesidades del personal militar del ejército. Como sugiere su nombre, las raciones militares históricamente han estado, y a menudo aún lo están, sujetas a racionamiento, y cada individuo recibe cantidades específicas de los suministros disponibles. Los bienes emitidos por militares y el racionamiento de dichos bienes han existido desde los comienzos de la guerra organizada.
Aunque comúnmente se refiere a las raciones de alimentos y bebidas, la «ración militar» también puede referirse a otros tipos de artículos que se racionan para el personal militar, como combustible, bebidas alcohólicas, artículos costosos o bienes de consumo. La adquisición de las raciones se puede gestionar mediante bonos o cartillas de racionamiento, o se pueden emitir sin cargo.
Las raciones militares son un componente clave de la nutrición militar, el campo y el estudio de la nutrición en las fuerzas armadas. Se realizan importantes investigaciones para crear raciones militares, incluida la nutrición y la energía de las raciones, la prevención del deterioro de los alimentos, qué comidas se deben ofrecer, la cantidad de alimentos que debe contener cada ración y las especificaciones exactas de cada comida e ingrediente.

## Tipos

### Ración de campo
Una ración de campo (conocida con una variedad de otros nombres) es una ración militar destinada a proporcionar nutrición y sustento en el campo, en combate (ración de combate), en la primera línea o donde las instalaciones para comer no están disponibles.
Las raciones de campo se pueden clasificar en dos tipos principales:
- Raciones individuales, diseñadas y destinadas a sostener a una sola persona.
- Raciones de grupo, diseñadas y destinadas a sostener a varios miembros del personal.

### Ración de guarnición
Una ración de guarnición es un tipo de ración militar que, dependiendo de su uso y contexto, podría referirse a las raciones entregadas al personal de un campamento, instalación u otra guarnición; una asignación monetaria asignada al personal para comprar bienes o raciones vendidas en una guarnición (o las raciones compradas con asignación); un tipo de ración; o un sistema combinado con distinciones y diferencias dependiendo de factores situacionales (como si el país está en paz o en guerra).

## Historia

### Antigüedad

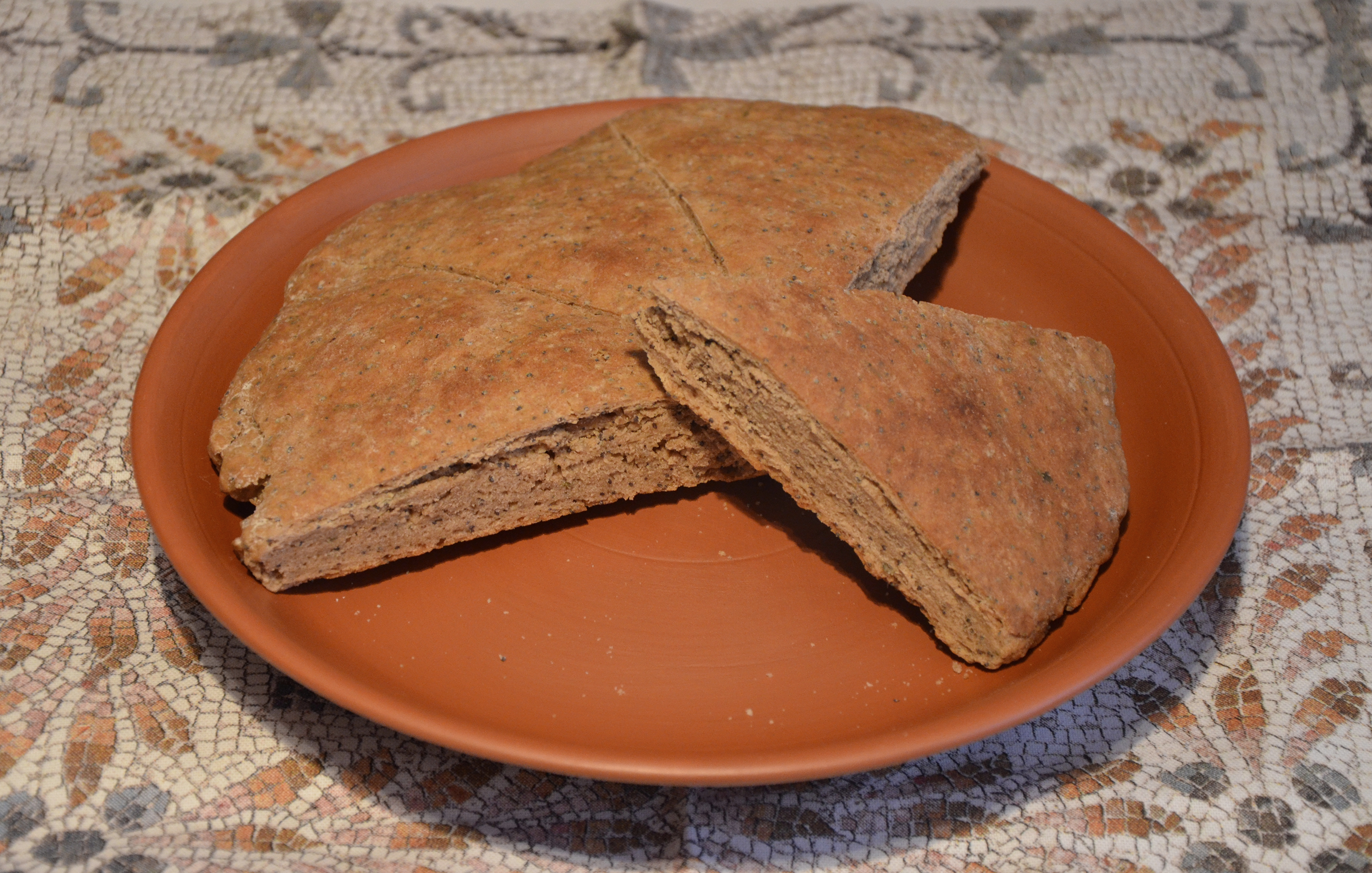
Una recreación moderna del pan plano que comían los antiguos soldados romanos.

En las guerras antiguas, los militares generalmente vivían de la tierra, dependiendo de cualquier alimento que pudieran recolectar, robar, comprar o requisar.
En Mesopotamia, la mayoría de los trabajadores, incluidos los soldados, recibían raciones de cebada, aceite y lana. En el Antiguo Egipto, los soldados traían todo lo que podían llevar en la batalla, pero comían bien mientras estaban en sus campamentos. En la Antigua Roma, los soldados confiaban en el trigo, que fue reemplazado por cebada como castigo. Cada soldado tenía una cantidad asignada de alimentos que podía tener, como una libra de carne al día; el tamaño de una legión romana significaba que se podían matar diariamente docenas, si no cientos, de animales para satisfacer sus necesidades. Los soldados chinos de la dinastía Han comían arroz, trigo, sorgo y otros cereales triturados y fritos de manera similar al arroz frito y los fideos fritos modernos. Los soldados del Imperio bizantino fueron entrenados para mantener sus suministros de alimentos durante 20 días, y muchos también llevaban pequeños molinos de mano para moler el grano y hacer paximathia.

### Posclásico
En la guerra medieval, la alimentación militar seguía siendo esencialmente la misma que en los siglos anteriores.
Los soldados de la dinastía Tang comían principalmente gachas de mijo, pero antes de un despliegue, tenían un banquete grande y elaborado, con otra gran comida antes de una batalla. Durante las Cruzadas, los cruzados trajeron grano con ellos, pero por lo demás dependían de sus propios almacenes de alimentos, compraban alimentos de los lugareños y, al final de las Cruzadas, los suministros traídos por los barcos y comerciantes venecianos. Sin embargo, sus suministros de alimentos eran constantemente bajos, hasta el punto de que en varias batallas los cruzados «dejaban de luchar y comenzaban a comer» al descubrir comida en los campamentos de los ejércitos musulmanes. Los ejércitos del Imperio mongol solo tenían la comida o el ganado que traían de casa y dependían de cualquier alimento que pudieran saquear. Los jenízaros del Imperio otomano fueron algunos de los soldados mejor alimentados de la época, con acceso a una variedad de alimentos. El ejército otomano dependía en gran medida del pan y galletas, con alrededor de 105 hornos en Estambul dedicados únicamente a hornear con fines militares.
En el Japón feudal y el período Sengoku, los hábitos de nutrición militar dependían del daimio que los comandaba:
- Mōri Motonari entregó a cada soldado una bolsa de arroz, arroz frito y mochi, el último de los cuales fue elegido debido a su portabilidad, larga vida útil, capacidad para proporcionar alta energía en pequeñas cantidades y la preferencia personal de Motonari por él.
- Uesugi Kenshin prepararía festines masivos para su ejército antes de las batallas, conocidos como kachidoki-meshi («comidas de grito de victoria»), con delicias como «una montaña de arroz... abulón negro hervido, pescado lavado con vinagre y sashimi de medusa, sopas con verduras de temporada y pescado seco, pato asado con nueces, barrenador hervido a fuego lento y más», aunque se observó que el propio Kenshin comía muy poco. Durante las batallas, Kenshin reunió convoyes de suministros llamados konidatai integrados por campesinos, que entregarían suministros y raciones a las tropas.
- Toyotomi Hideyoshi, de acuerdo a reportes, distribuía regularmente raciones de comida a sus oficiales y soldados y los mantenía bien alimentados. En una ocasión, mientras viajaba de Ogaki a Nagahama (una distancia de 52 kilómetros) en 1583, Hideyoshi envió exploradores a cada aldea para pedirles que prepararan arroz para el ejército de Hideyoshi; las aldeas colocaron bolas de arroz para los soldados, lo que les permitió permanecer alimentados durante todo el viaje.

En general, los soldados japoneses llevaban a la batalla uchigaibukuro, bolsas utilizadas para almacenar arroz y medicinas. También comían miso, tallo de taro seco y okayu como parte de una sopa preparada en el jingasa de un soldado. Los soldados y ninjas también usaban «píldoras», pequeñas raciones medicinales en forma de bola que se consumían en emergencias o misiones largas, de las cuales había tres tipos: hyorogan («píldoras de raciones»), elaboradas con diversas harinas, sustancias azucaradas y especias para proporcionar una rápida energía; kikatsugan («pastillas para el hambre»), elaborado con ingredientes ricos en almidón para proporcionar resistencia; y suikitsugan («pastillas para la sed»), hechas de umeboshi, bakumondoto y azúcar para estimular la producción de saliva.
A los soldados de la dinastía Song se les entregó dinero para comprar alimentos, encurtidos, sal y otros artículos alimenticios, aunque los problemas de suministro de granos significaron que dependían menos de las raciones de granos que en generaciones anteriores. Durante la dinastía Ming, las tortas de semillas de sésamo, que podían durar largos períodos de tiempo, se convirtieron en comida militar estándar; además, el gobierno imperial gastó cantidades significativas de dinero en el ejército, asegurándose de que tuvieran suficiente comida.

### Edad Moderna temprana

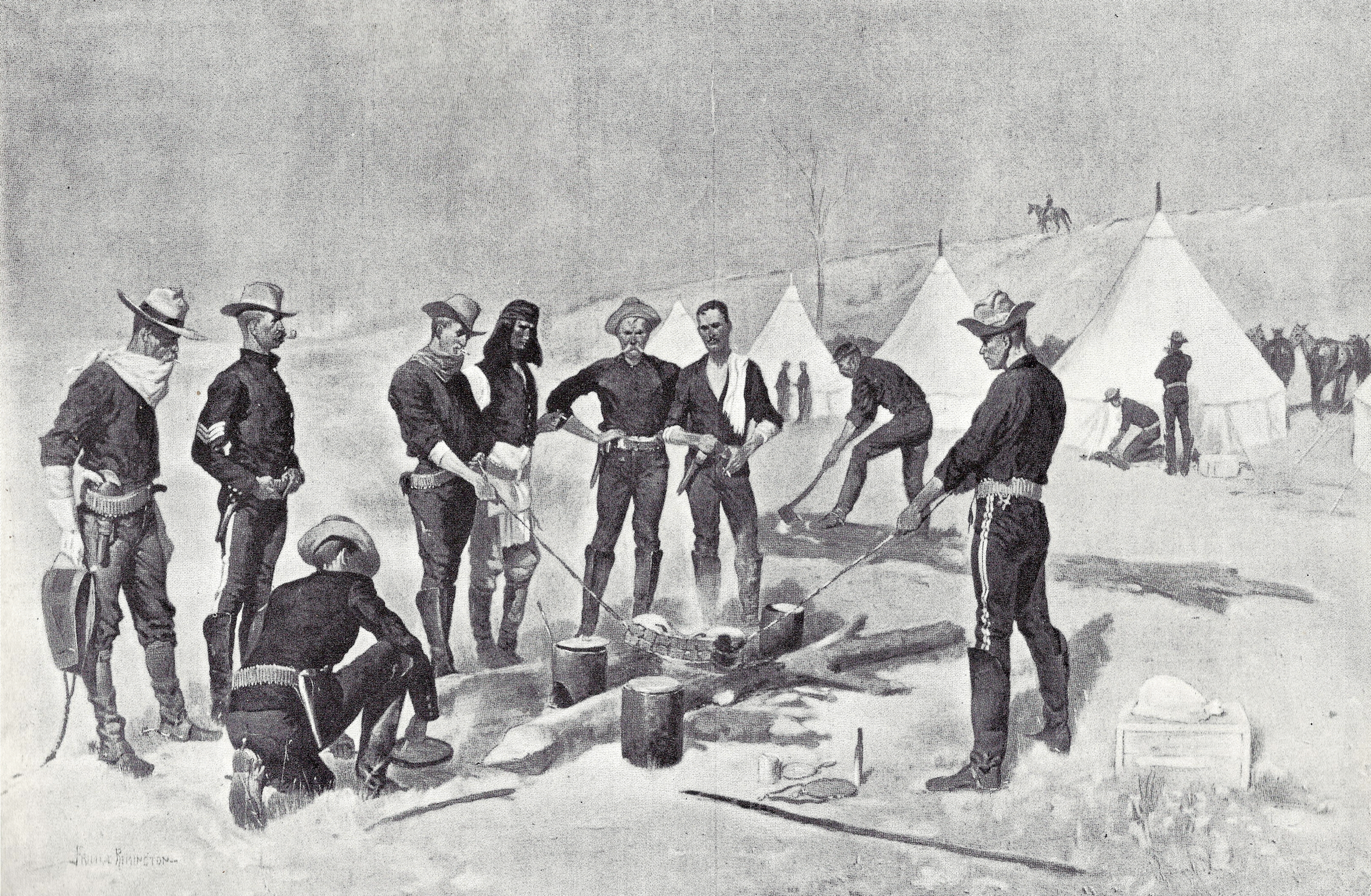
Soldados de caballería de los Estados Unidos preparando rosbif para la cena de Navidad en su campamento en 1892.

En la era de la guerra moderna temprana, la comida militar había mejorado en un grado relativamente significativo.
La Marina Real del Imperio británico se basó en galletas marineras, salazón y bebidas alcohólicas (originalmente cerveza pero luego ron). El Ejército Continental de los Estados Unidos de la era de la Guerra de Independencia tenía, en papel, abundantes raciones que incluían carne salada, legumbres, granos, pan, leche y alcohol, con cecina tipo jerky y galletas si esos alimentos no estaban disponibles. Sin embargo, en realidad, el Ejército Continental tuvo dificultades para abastecer a sus unidades y, según los informes, los soldados tuvieron que mendigar comida a los civiles. La situación se deterioró hasta el punto de que el Congreso de los Estados Unidos presionó a George Washington para que permitiera la incautación de alimentos, pero él se negó por temor a alienar a los colonos.
Durante las guerras napoleónicas, la Grande Armée dependía en gran medida del pan (24 onzas estándar si estaba bien abastecido, en comparación con solo media libra de carne y 2 onzas de legumbres), pero «pasaba la mayor parte del tiempo desesperadamente hambriento», dependiendo de masa frita y cultivos de «fuera de la tierra» como papas y maíz, que requerían una cocción mínima y recientemente se habían vuelto comunes en las granjas europeas.
Durante la guerra franco-indígena, un escenario de la Guerra de los Siete Años, los británicos tenían un sistema de raciones detallado. La Guerra de Crimea vio problemas con el suministro de soldados en la batalla. En el ejército británico, las raciones se reducían a la mitad regularmente y muchos soldados desarrollaron escorbuto, hasta el punto de que el hospital de Scutari recibió más soldados por escorbuto que por heridas de guerra. Durante la Guerra de Secesión, los alimentos y las raciones del Ejército de la Unión y el Ejército de los Estados Confederados debían ser prácticamente iguales (carne, harina de maíz, verduras, vinagre, melaza y galletas), pero los problemas de suministro plagaron a los confederados a medida que continuaba la guerra., obligándolos a vivir de la tierra.
Poco antes de las guerras napoleónicas, el gobierno francés ofreció una recompensa de 12 000 francos para inventar un método confiable de conservación de alimentos para los militares. Nicolás Appert, un pastelero francés que operaba una fábrica de embotellado de alimentos en Massy, Essonne, ofreció su método de embotellado y publicó un libro que detalla el proceso en 1810. El método de embotellado de Appert se convirtió más tarde en envasado, mejorado cuando Peter Durand inventó la lata el mismo año, que se convirtió en el estándar para almacenar alimentos utilizando el método de Appert. El desarrollo de la pasteurización por Louis Pasteur también mejoró las raciones militares.

### Edad Moderna

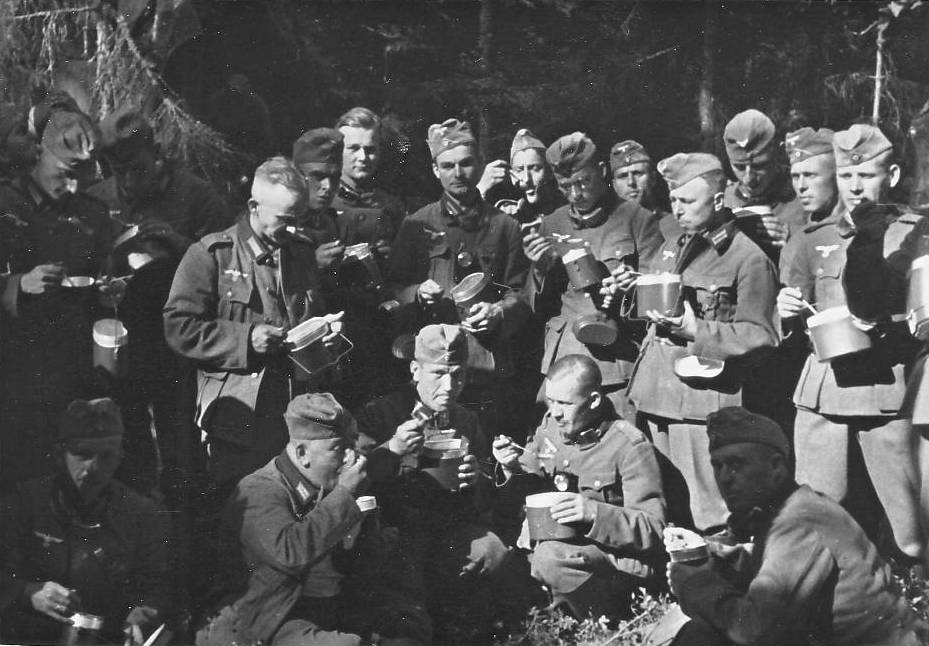
Soldados de la Wehrmacht almorzando durante un ejercicio militar en 1939.

La era de la guerra moderna vio mejoras significativas en la vida útil, la variedad y la calidad de las raciones y la nutrición militares.
En la Primera Guerra Mundial, tanto los soldados aliados como los de las Potencias Centrales tenían suministros de alimentos relativamente suficientes debido a la naturaleza estática de la guerra de trincheras. A los soldados británicos, franceses, canadienses y de ANZAC se les entregaban regularmente alimentos «blandos» como ternera, bizcochos, budín y Maconochie (carne enlatada, patatas y estofado de verduras), el último de los cuales era criticado por su mala calidad, especialmente si no se calienta lo suficiente. Según los informes, los soldados del ejército indio británico comían muy bien en comparación con sus camaradas europeos, con acceso regular a alimentos frescos como carne de cabra y rotis; la logística británica también se adaptó a los indios vegetarianos proporcionándoles dal, gur y leche en lugar de carne. Supuestamente, este tratamiento fue para evitar un motín similar a la rebelión india de 1857, que fue causada en parte por la indiferencia hacia las necesidades religiosas indias. Las Fuerzas Expedicionarias Estadounidenses recibieron una variedad de raciones diferentes, organizadas en función de la frescura y el propósito, y generalmente se consideraban bien alimentadas en comparación con sus contemporáneos del Imperio británico. Los soldados del Ejército Imperial Alemán tenían en su mayoría las mismas cosas, pero dependían de las papas sobre los granos. A medida que avanzaba la guerra y disminuían los suministros de alimentos debido a las restricciones, el ejército alemán se vio obligado a reducir gradualmente sus raciones de carne, instituyendo días sin carne una vez por semana y haciendo que la carne fuera una rareza entre los soldados alemanes.
Para la Segunda Guerra Mundial, las raciones habían tomado formas organizadas modernas tanto para los Aliados como para el Eje. El ejército de los Estados Unidos revisó su sistema de organización de raciones de la era de la Primera Guerra Mundial en un sistema alfabético: raciones A de alimentos frescos, raciones B de alimentos envasados sin preparar, raciones C de alimentos enlatados preparados, raciones D de chocolate y raciones K, raciones de comidas de tres platos. A los soldados británicos se les entregaron raciones de 24 horas destinadas a sostener a las tropas hasta que las cocinas de campaña pudieran suministrar raciones compuestas y alimentos frescos. En el frente interno en Gran Bretaña, se operaron comedores móviles para alimentar a la Guardia Nacional y a las autoridades de defensa civil con comida caliente y té fresco. Los soldados del Ejército Rojo recibieron pan de centeno, patatas, verduras, pasta, carne y pescado (en orden de cantidad). El Segundo Frente Unido chino tenía amplios suministros de alimentos, pero los alimentos escasearon después de 1940, cuando el pánico alimentario y los requisitos para que los campesinos alimentaran a los soldados chinos provocaron fallas agrícolas y una inflación severa. La Wehrmacht alemana recibió raciones básicas de pan duro y carne enlatada (generalmente cerdo, rosbif, pavo o pollo, aunque Fleischkonserve —traducido literalmente como «lata de carne»— no fue identificado), aunque sopa de tomate enlatada, leche condensada y Erbswurst (una salchicha de harina de guisante compacta que se puede disolver para hacer sopa de guisantes) también eran comunes. Las unidades de élite, como los Fallschirmjäger, recibieron alimentos energéticos más exclusivos, incluidas latas de queso y salchichas. El Schutzstaffel recibió raciones de cuatro días que consistían en Graubrot, carne enlatada, verduras, pastas para untar, café y cigarrillos (a pesar de la fuerte postura antitabaco de las SS). Las regiones invadidas y ocupadas por las fuerzas nazis fueron despojadas de sus alimentos para alimentar a los alemanes y de paso para matar de hambre a las poblaciones locales. La Armada Imperial Japonesa y el Ejército Imperial Japonés recibieron raciones bastante básicas que estaban destinadas a ser consumidas junto con otros alimentos forrajeros. El ejército italiano, el Regio Esercito, comía principalmente pasta, pan, avena, carne, pescado, caldo y ensalada de sus cocinas de campaña, y también bebía alcohol regularmente. Sin embargo, en el despliegue, los soldados italianos recibieron principalmente alimentos enlatados y galletas de baja calidad, y los suministros regulares de alimentos se vieron afectados por problemas logísticos durante la campaña en África del Norte.

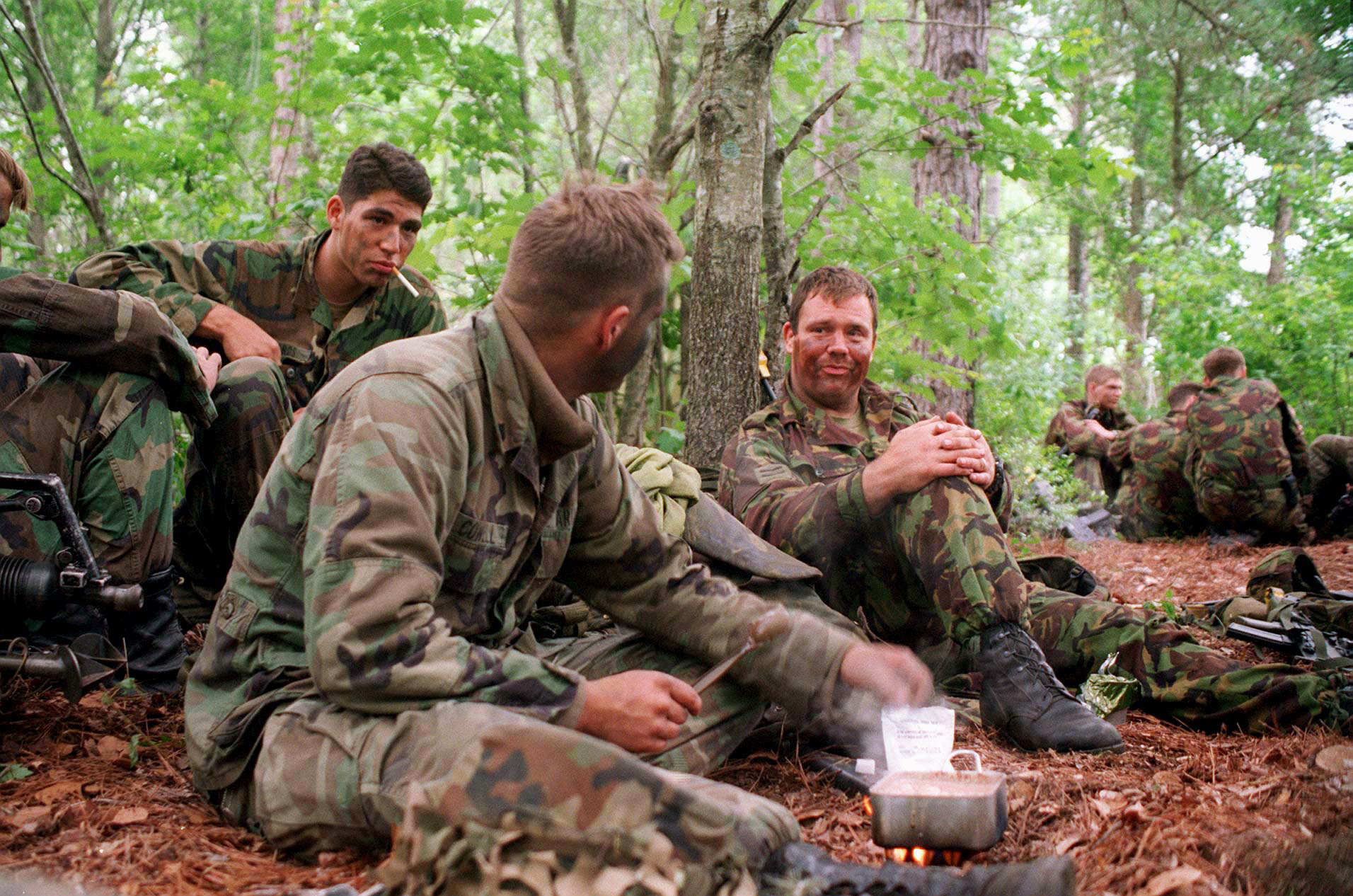
Marines estadounidenses y británicos conversando mientras comen raciones de campo durante un ejercicio de entrenamiento en 1996.

La mayoría de las raciones modernas y emitidas actualmente se desarrollaron durante y después de la Guerra Fría. Las Fuerzas Armadas Soviéticas entregaron a su personal una ración muy básica de tushonka, pan o galletas, y leche condensada, con poca variedad. Tanto la Bundeswehr de Alemania Occidental como el Ejército Popular Nacional de Alemania Oriental emitieron raciones de 24 horas que contenían cuatro comidas cada una, aunque sus contenidos y tipos variaban. El ejército de los Estados Unidos, que emitió inicialmente la Meal, Combat, Individual («comida enlatada, de combate, individual», similar a la ración C) desde fines de la década de 1950 hasta la Guerra de Vietnam, desarrolló la Meal, Ready-to-Eat (MRE, «comida lista para comer») en 1983, diseñada para proporcionar comidas individuales fáciles d epreparar en bolsas de retorta que podrían durar períodos muy largos de tiempo. La ración de 24 horas británica avanzó gradualmente de raciones enlatadas a raciones liofilizadas y selladas al vacío.